# Байшада-Мараньенси (микрорегион)

Байшада-Мараньенси на карте.

Байшада-Мараньенси (порт. Microrregião da Baixada Maranhense) — микрорегион в Бразилии, входит в штат Мараньян. Составная часть мезорегиона Север штата Мараньян. Население составляет 564 191 человек (на 2010 год). Площадь — 17 208,426 км². Плотность населения — 32,79 чел./км².

## Демография
Согласно сведениям, собранным в ходе переписи 2010 г. Национальным институтом географии и статистики (IBGE), население микрорегиона составляет:
| Полное население                             | Полное население                             | Полное население                             | Полное население                             | 564 191 |
| -------------------------------------------- | -------------------------------------------- | -------------------------------------------- | -------------------------------------------- | ------- |
| в том числе:                                 | Городское население                          | 249 623                                      | Процент городского населения, %              | 44,24   |
|                                              | Сельское население                           | 314 568                                      | Процент сельского населения, %               | 55,76   |
|                                              | Мужское население                            | 283 688                                      | Процент мужского населения, %                | 50,28   |
|                                              | Женское население                            | 280 503                                      | Процент женского населения, %                | 49,72   |
| Плотность населения, чел/км²                 | Плотность населения, чел/км²                 | Плотность населения, чел/км²                 | Плотность населения, чел/км²                 | 32,79   |
| Население микрорегиона в % к населению штата | Население микрорегиона в % к населению штата | Население микрорегиона в % к населению штата | Население микрорегиона в % к населению штата | 8,58    |

## Статистика
- Валовой внутренний продукт на 2003 год составляет 577 576 155,00 реалов (данные: Бразильский институт географии и статистики).
- Валовой внутренний продукт на душу населения на 2003 год составляет 1151,12 реал (данные: Бразильский институт географии и статистики).
- Индекс развития человеческого потенциала на 2000 год составляет 0,595 (данные: Программа развития ООН).

## Состав микрорегиона
В составе микрорегиона включены следующие муниципалитеты:
1. Анажатуба
2. Арари
3. Бела-Виста-ду-Мараньян
4. Кажари
5. Консейсан-ду-Лагу-Асу
6. Игарапе-ду-Мею
7. Матинья
8. Монсан
9. Олинда-Нова-ду-Мараньян
10. Палмейрандия
11. Педру-ду-Розариу
12. Пеналва
13. Пери-Мирин
14. Пиньейру
15. Президенти-Сарней
16. Санта-Элена
17. Сан-Бенту
18. Сан-Жуан-Батиста
19. Сан-Висенти-Феррер
20. Виана
21. Витория-ду-Меарин